# El rincón de los justos
El rincón de los justos es la primera novela del escritor ecuatoriano Jorge Velasco Mackenzie, publicada por primera vez en 1983 por la editorial mexicana Joaquín Mortiz. Es la obra más conocida del autor.
La trama sigue las vivencias de un grupo de habitantes de Matavilela, un barrio marginal ficticio de Guayaquil ubicado en la Calle Colón, desde Machala hasta Lorenzo de Garaycoa, y que Velasco utiliza para representar al conjunto de barrios de estrato social bajo de la ciudad, mostrando sus carencias, costumbres, contradicciones y los abusos que sufren a manos de las autoridades.
De acuerdo al autor, el nombre de Matavilela se deriva de la frase "matar la vida", en relación con los personajes en su búsqueda de actividades para "matar el tiempo, matar la vida".

## Estilo
La propuesta estética de la novela está centrada en retratar el Guayaquil marginal de la época, con un énfasis en reproducir dialectos populares y en mostrar personajes representativos y rechazados de los lugares representados, entre ellos peloteros, cachineros, borrachos, trabajadores explotados, prostitutas y ladrones. Esto la ubica en contraposición con los autores ecuatorianos de la Generación del 30, quienes también retrataron la marginalidad, pero se enfocaron en ambientes rurales en lugar de urbanos.
La novela está narrada en tercera y primera persona a través de una multiplicidad de puntos de vista, los habitantes del barrio de Matavilela, que como un todo pasa a ser protagonista e hilo conductor de la trama.

## Escritura y recepción
La escritura de la novela empezó en 1979, cuando Velasco participó con el primer capítulo de la misma en un concurso de la editorial Círculo de Lectores en el que ganó una beca que le permitió viajar  a Barcelona durante dos años para completar la obra. El primer borrador de la novela fue elogiado por los escritores Miguel Donoso Pareja y Fernando Nieto Cadena, quienes la calificaron como "la nueva novela de Guayaquil".
La novela se ha convertido con los años en la obra más popular de Velasco, tanto en ventas como en recepción crítica. Luego de su publicación ganó el premio de la Sociedad Ecuatoriana de Escritores a la mejor novela.
El escritor Jorge Dávila Vásquez calificó El rincón de los justos como una "desgarradora visión" del mundo marginal guayaquileño, además de un "conglomerado humano con sus dramas interiores, sus aspiraciones y esperanzas, su orden social". Su carácter de retrato de la marginalidad urbana también fue elogiado por Fernando Nieto Cadena, quien lo comparó de forma positiva con la narrativa de la Generación del 30, y por los críticos literarios Michael Handelsman y Cecilia Ansaldo.
En un análisis sobre la narrativa ecuatoriana de las últimas décadas del siglo XX, Raúl Vallejo describió El rincón de los justos como "uno de los textos de más sabrosa lectura" de los 80, refiriéndose también a su carácter de reflejo de los cambios en el Guayaquil de la época, entre ellos la creación de "cordones de miseria" a donde se traslada Matavilela, representación de todo lo avergonzante que la ciudad quiere expulsar de sí.
El cantautor ecuatoriano Juan Zevallos Ordóñez lanzó en 2015 un EP titulado Matavilela, con cinco canciones inspiradas en la novela de Velasco.